# 瓦家古城
瓦家古城，位于中国青海省贵德县河西乡瓦家村，为第五批青海省文物保护单位，公布日期为1988年9月15日，类型为古遗址。
瓦家古城的历史年代为明。